# ハポエル・エルサレムBC
ハポエル・エルサレムBC（Hapoel Jerusalem Basketball Club (ヘブライ語: הפועל ירושלים)）は、イスラエル・エルサレムを本拠地とするプロバスケットボールチームである。イスラエル・プレミアリーグとユーロカップに所属している。

## 概略
1943年創設。
2011年のNBAロックアウト期間中にはエイブリー・ブラッドリーを獲得した。
スーパーリーグで2度優勝している。イスラエル・ステート・カップでは5度優勝しており、2008年には2度目の連覇を果たした。また、ULEBカップでも2004年に優勝している。
2018年から2024年までFIBAチャンピオンズリーグに参戦していたが、2024-25シーズンからユーロカップに戻った。

## 主な成績
ULEBカップ
- 優勝: 2004

イスラエル・ステート・カップ
- 優勝: 1996, 1997, 2007, 2008,2019,2020,2023,2024)

## 歴代所属選手
- デビッド・ブラット
- アマレ・スタウドマイアー
- ディオール・フィッシャー
- ロジャー・メイソン
- エイブリー・ブラッドリー
- ロナルド・デュプリー
- ジョシュ・ダンカン
- ジェワッド・ウィリアムズ
- シェルビン・マック
- レイ・マッカラム
- ショーン・キルパトリック
- スタントン・キッド
- マット・ジャニング(英語版)
- トニー・ガフニー
- アンソニー・ベネット
- ジェームズ・フェルディーン
- ジョン・ホランド
- タミール・ブラット
- バー・ティモル
- デイヴィダス・シルヴィディス
- マレクス・メジェリス
- シーム・サンデル・ヴェネ
- レティン・オバソハン
- スレイマン・ブレイモー
- ソン・メイカー

## 歴代ヘッドコーチ
- ダイニュス・アドマイティス （2021）